# قانون فيتس
قانون فيتس نسبة إلى عالم النفس بول موريس فيتس هو قاعدة في حساب الوقت المستغرق للتنقل إلى الغرض مثل تحريك مؤشر فأرة الحاسوب ووضعه على زر من الشاشة. والوقت حسب القانون يتناسب مع نسبة المسافة التي يبعد بها الغرض إلى عرض الغرض.